# Centromerus
Genre
Synonymes
- Cryptocleptes Simon, 1884
- Tapinasta Simon, 1894
- Rhabdoria Hull, 1911
- Parasintula Dahl, 1912
- Adoxoneta Simon, 1929
- Atopogyna Millidge, 1984

Centromerus est un genre d'araignées aranéomorphes de la famille des Linyphiidae.

## Distribution
Les espèces de ce genre se rencontrent en Europe, en Asie, en Afrique du Nord, en Amérique du Nord et en Micronésie.

## Liste des espèces
Selon World Spider Catalog (version 25.0, 28/02/2024) :
- Centromerus abditus Gnelitsa, 2007
- Centromerus acutidentatus Deltshev, 2002
- Centromerus alatus Irfan, Wang & Zhang, 2023
- Centromerus albidus Simon, 1929
- Centromerus amurensis Eskov & Marusik, 1992
- Centromerus andrei Dresco, 1952
- Centromerus andriescui Weiss, 1987
- Centromerus anoculus Wunderlich, 1995
- Centromerus arcanus (O. Pickard-Cambridge, 1873)
- Centromerus balazuci Dresco, 1952
- Centromerus bonaeviae Brignoli, 1979
- Centromerus brevipalpus (Menge, 1866)
- Centromerus bulgarianus (Drensky, 1931)
- Centromerus caecus Lecigne, 2023
- Centromerus capucinus (Simon, 1884)
- Centromerus cavernarum (L. Koch, 1872)
- Centromerus chappuisi Fage, 1931
- Centromerus cinctus (Simon, 1884)
- Centromerus clarus (L. Koch, 1879)
- Centromerus cornupalpis (O. Pickard-Cambridge, 1875)
- Centromerus corsicus (Simon, 1910)
- Centromerus cottarellii Brignoli, 1979
- Centromerus dacicus Dumitrescu & Georgescu, 1980
- Centromerus denticulatus (Emerton, 1909)
- Centromerus desmeti Bosmans, 1986
- Centromerus dilutus (O. Pickard-Cambridge, 1875)
- Centromerus europaeus (Simon, 1911)
- Centromerus fuerteventurensis Wunderlich, 1992
- Centromerus furcatus (Emerton, 1882)
- Centromerus gatoi Ballarin & Pantini, 2020
- Centromerus gentilis Dumitrescu & Georgescu, 1980
- Centromerus georgicus Deltshev, 2023
- Centromerus hanseni Ballarin & Pantini, 2020
- Centromerus ictericus (Simon, 1929)
- Centromerus incilium (L. Koch, 1881)
- Centromerus isaiai Bosmans, 2015
- Centromerus lakatnikensis (Drensky, 1931)
- Centromerus latidens (Emerton, 1882)
- Centromerus laziensis Hu, 2001
- Centromerus leruthi Fage, 1933
- Centromerus levitarsis (Simon, 1884)
- Centromerus longibulbus (Emerton, 1882)
- Centromerus marciai Bosmans & Gasparo, 2015
- Centromerus mariannae Slowik, 2018
- Centromerus milleri Deltshev, 1974
- Centromerus minor Tanasevitch, 1990
- Centromerus minutissimus Merrett & Powell, 1993
- Centromerus nurgush Tanasevitch & Esyunin, 2013
- Centromerus obenbergeri Kratochvíl & Miller, 1938
- Centromerus obscurus Bösenberg, 1902
- Centromerus pabulator (O. Pickard-Cambridge, 1875)
- Centromerus pacificus Eskov & Marusik, 1992
- Centromerus paradoxus (Simon, 1884)
- Centromerus pasquinii Brignoli, 1971
- Centromerus persimilis (O. Pickard-Cambridge, 1912)
- Centromerus persolutus (O. Pickard-Cambridge, 1875)
- Centromerus petrovi Dimitrov & Deltshev, 2019
- Centromerus phoceorum Simon, 1929
- Centromerus piccolo Weiss, 1996
- Centromerus ponsi Lissner, 2016
- Centromerus pratensis Gnelitsa & Ponomarev, 2010
- Centromerus prudens (O. Pickard-Cambridge, 1873)
- Centromerus puddui Brignoli, 1979
- Centromerus qinghaiensis Hu, 2001
- Centromerus qingzangensis Hu, 2001
- Centromerus remotus Roewer, 1938
- Centromerus satyrus (Simon, 1884)
- Centromerus sellarius (Simon, 1884)
- Centromerus semiater (L. Koch, 1879)
- Centromerus serbicus Deltshev, 2002
- Centromerus serratus (O. Pickard-Cambridge, 1875)
- Centromerus setosus Miller & Kratochvíl, 1940
- Centromerus sexoculatus Wunderlich, 1992
- Centromerus silvicola (Kulczyński, 1887)
- Centromerus sinuatus Bosmans, 1986
- Centromerus sinus (Simon, 1884)
- Centromerus subalpinus Lessert, 1907
- Centromerus subcaecus Kulczyński, 1914
- Centromerus succinus (Simon, 1884)
- Centromerus sylvaticus (Blackwall, 1841)
- Centromerus tennapex (Barrows, 1940)
- Centromerus terrigena Yaginuma, 1972
- Centromerus timidus (Simon, 1884)
- Centromerus tongiorgii Ballarin & Pantini, 2020
- Centromerus tridentinus Caporiacco, 1952
- Centromerus trilobus Tao, Li & Zhu, 1995
- Centromerus truki Millidge, 1991
- Centromerus unicolor Roewer, 1959
- Centromerus ussuricus Eskov & Marusik, 1992
- Centromerus valkanovi Deltshev, 1983
- Centromerus variegatus Denis, 1962
- Centromerus viduus Fage, 1931

## Systématique et taxinomie
Ce genre a été décrit par Dahl en 1886.
Parasintula a été placé en synonymie par Lessert en 1910.
Cryptocleptes, Tapinasta et Rhabdoria ont été placés en synonymie par Simon en 1929.
Adoxoneta a été placé en synonymie par Fage en 1931.
Atopogyna a été placé en synonymie par en Eskov & Marusik, 1992.

## Publication originale
- Dahl, 1886 : « Monographie der Erigone-Arten im Thorell schen. Sinne, nebst andern Beiträgen zur Spinnenfauna Schleswig-Holsteins. » Schriften des Naturwissenschaftlichen Vereins für Schleswig-Holstein, vol. 6, p. 65-102.